# Racing Club Chivilcoy
Racing Club Chivilcoy es una entidad polideportiva argentina, con sede en Chivilcoy, Provincia de Buenos Aires, Argentina. Fue fundado el 9 de julio de 1914. Participa en la máxima categoría del baloncesto argentino, la Liga Nacional de Básquet.

## Historia
Racing Club de Chivilcoy fue fundado el 9 de julio de 1914 en la esquina de Maipú y Juramento por un grupo de jóvenes inspirados en Racing de Avellaneda, encabezados por Francisco Vachino, quien fue su primer presidente. Ese mismo año se conformó el primer equipo de fútbol con camiseta roja y verde, que luego fue reemplazada por una blanca con rayas azules.
Durante las décadas siguientes el club se consolidó como un espacio polideportivo y cultural. En 1935 inauguró su primera cancha de básquet en el predio de calle Alsina, y en 1941 adquirió el terreno donde actualmente funciona la institución.
En 1967 atravesó una grave crisis económica que estuvo a punto de provocar el remate de sus instalaciones. La situación fue revertida gracias a Julio Cánepa, quien compró el club y lo donó nuevamente a la comunidad, hecho considerado un hito en la historia institucional.
Posteriormente, Racing continuó su expansión deportiva y social: inauguró su piscina en 1955, el gimnasio cubierto “Estadio Norte” en 1986, e incorporó hockey sobre césped en la década de 1990. En 2001 se habilitó un natatorio climatizado y en los años siguientes se sumaron nuevas instalaciones, entre ellas un gimnasio en subsuelo, un campo de deportes y un salón social.
Entre 2015 y 2025, bajo la presidencia de Joaquín Oteiza, el club vivió una etapa de transformación que incluyó la construcción de una pista sintética de hockey, la renovación de la pileta y vestuarios, y un nuevo salón social. En ese período, mediante un convenio con el Club Independiente, se levantó el Grilon Arena, estadio donde el equipo de básquet comenzó a disputar sus partidos en la La Liga Argentina.
En el plano deportivo, Racing obtuvo el Torneo Provincial de Buenos Aires 2015-16 bajo la dirección técnica de Diego D’Ambrosio. En la temporada 2017-18 consiguió el ascenso a La Liga Federal, logrando un récord de 37 victorias consecutivas, considerado un hecho inédito en el básquet argentino. Desde su debut en la Liga Argentina (2018-19), el club mantuvo una progresión sostenida: alcanzó semifinales en 2021-22, la final de conferencia en 2022-23, el subcampeonato en 2023-24 y en 2024-25 se consagró campeón, obteniendo el ascenso a la Liga Nacional de Básquet tras derrotar a San Isidro en la final.

## Instalaciones
El equipo de básquet de Racing Club de Chivilcoy disputa actualmente sus encuentros como local en el Microestadio Grilon Arena, ubicado en la ciudad de Chivilcoy. El estadio, inaugurado en 2023, cuenta con una capacidad aproximada de 1200 espectadores y modernas instalaciones que incluyen vestuarios, sanitarios, tribunas, plateas y un sector destinado a la prensa.

## Datos del club
Total de temporadas en ADC: 10
- Temporadas en primera división: 1
  - Liga Nacional de Básquet: 1 (2025-26)

- Temporadas en segunda división: 7
  - La Liga Argentina: 7 (2018-19 - 2024-25)

- Temporadas en tercera división: 2
  - La Liga Federal: 2 (2016-17 - 2017-18)

## Palmarés
| Torneos nacionales (2/1)   | Torneos nacionales (2/1) | Torneos nacionales (2/1) |
| Competición                | Títulos                  | Subcampeonatos           |
| Segunda División           | Segunda División         | Segunda División         |
| -------------------------- | ------------------------ | ------------------------ |
| La Liga Argentina (1/1)    | 2024-25                  | 2023-24                  |
| Tercera División           |                          |                          |
| La Liga Federal (1/0)      | 2017-18                  |                          |
| Torneos Provinciales (1/0) |                          |                          |
| Competición                | Títulos                  | Subcampeonatos           |
| Torneo Provincial (1/0)    | 2015-16                  |                          |